# Edgar Erikson
Edgar Erikson, född 1915, död 19 februari 1986, var en åländsk skeppsredare.
Edgar Erikson var äldste son till Gustaf och Hilda Erikson (1890-1950) och bror till Eva Hohenthal (1918-1998), Greta Erikson (1917-1946) och Gustaf-Adolf Erikson (död 1942). Fadern hade skapat världens största segelhandelsflotta under Firma Rederi Gustaf Erikson, som han grundade 1913, före första världskriget. Edgar Erikson började arbeta i rederiet vid 20 års ålder 1935.
Efter Gustaf Eriksons död 1947 övertog Edgar Erikson ledningen för rederiet. 
Edgar Erikson dog 1986, varefter rederiet genomgick en betydande omstrukturering. 
Edgar Erikson var gift med Solveig Erikson. Paret hade bland annat dottern Gun Erikson-Hjerling (1946-2020), som var chef för rederiet från 1992.